# Aktiebolag (svb)
Aktiebolag (svb) är ett aktiebolag med särskild vinstutdelningsbegränsning (Aktiebolagslagen kap 32). Grundläggande skall vara att verksamheten primärt drivs i ett annat syfte än att ge aktieägarna vinst. De särskilda reglerna syftar till att säkerställa att vinsten huvudsakligen stannar kvar i bolaget för nya investeringar.
Endast begränsad vinstutdelning får ske (statslåneräntan + en procentenhet) på det kapital som aktieägare har investerat. SVB-aktier kan köpas och säljas på marknaden som vanligt.
Vissa konsumenter efterfrågar bolagsalternativ med ideell prägel. Aktiebolag (svb), kan bli ett slags garantistämpel som ökar allmänhetens förtroende. Företagsformen har föreslagits vara lämplig för privata entreprenörer inom samhällsomsorg som äldrevård och friskolor.